# Sebastián Leyton
Sebastián Ignacio Leyton Hevia (Curicó, Chile, 13 de abril de 1993) es un futbolista chileno, de ascendencia inglesa, juega como mediocampista defensivo y juega en Rangers de la Primera B de Chile.

## Trayectoria
Hizo las divisiones inferiores en Universidad de Chile y debutó profesionalmente el 15 de abril de 2011, en un partido frente a Unión La Calera, válido por el Apertura 2011, cuando el técnico de "la U" en ese momento, Jorge Sampaoli, lo hace ingresar a los 89' por Charles Aránguiz. En tanto, su primer partido como titular fue por la Copa Chile 2011, en un duelo contra la Unión Española. Y aunque jugó muy poco, formó parte del período exitoso de Sampaoli al mando de los azules, con quien conquista un tricampeonato nacional y el torneo más importante de la historia del club, la Copa Sudamericana 2011.
Posteriormente fue cedido medio año a Deportes La Serena, para luego ser fichado por el equipo de su ciudad natal, Curicó Unido. Después de estar dos años en el club, se suma a Deportes Antofagasta, donde jugó 25 partidos y anotó dos goles, uno de ellos en la última fecha del Clausura 2016, en el empate 1-1 contra San Luis de Quillota, que significó la permanencia en Primera División de los Pumas. A mediados de 2016 cambió de equipo y arribó a Everton, en el cual estuvo hasta 2018. El año 2019 defendió la camiseta de Unión La Calera.En 2020 firmó para Deportes La Serena, logrando en enero el ascenso a la Primera División, donde pateó el penal decisivo con una rotura de ligamentos. En octubre de 2020, fue detenido por Carabineros de Chile al no respetar el Toque de queda implantado debido a la Pandemia de COVID-19, siendo además encontrado con una menor de edad de 16 años al ser detenido.
El 9 de enero de 2022 se confirma que es nuevo jugador del Deportivo Cali, vigente campeón de Liga en Colombia, firmando hasta diciembre del mismo año  con opción de compra siendo esta su primera experiencia fuera de su país. Anotó dos goles al Deportivo Pereira y al Alianza Petrolera. El 10 de junio de 2022 se hace oficial su rescisión de contrato con el Deportivo Cali.
Luego de que la directiva del Deportivo Cali dieron por finalizado su contrato, regresa al fútbol chileno en julio de 2022, como refuerzo de Unión Española de la Primera División.En enero de 2025, es anunciado como refuerzo de Rangers de la Primera B chilena, a pesar de que en una entrevista en el pasado había señalado que no jugaría por el equipo del piduco, al ser oriundo de Curicó.

## Estadísticas
| Club                                                                                             | Div.          | Temporada     | Liga  | Liga  | Copas nacionales(1) | Copas nacionales(1) | Copas internacionales(2) | Copas internacionales(2) | Total | Total |
| Club                                                                                             | Div.          | Temporada     | Part. | Goles | Part.               | Goles               | Part.                    | Goles                    | Part. | Goles |
| ------------------------------------------------------------------------------------------------ | ------------- | ------------- | ----- | ----- | ------------------- | ------------------- | ------------------------ | ------------------------ | ----- | ----- |
| Universidad de Chile · Chile                                                                     | 1.ª           | 2011          | 3     | 0     | 4                   | 0                   | —                        | —                        | 7     | 0     |
| Universidad de Chile · Chile                                                                     | 1.ª           | 2012          | 3     | 0     | 2                   | 1                   | —                        | —                        | 5     | 1     |
| Universidad de Chile · Chile                                                                     | Total club    | Total club    | 6     | 0     | 6                   | 1                   | 0                        | 0                        | 12    | 1     |
| Deportes La Serena · Chile                                                                       | 2.ª           | 2013          | 9     | 0     | —                   | —                   | —                        | —                        | 9     | 0     |
| Curicó Unido · Chile                                                                             | 2.ª           | 2013-14       | 30    | 2     | 5                   | 0                   | —                        | —                        | 35    | 2     |
| Curicó Unido · Chile                                                                             | 2.ª           | 2014-15       | 32    | 3     | 8                   | 1                   | —                        | —                        | 40    | 4     |
| Curicó Unido · Chile                                                                             | Total club    | Total club    | 62    | 5     | 13                  | 1                   | 0                        | 0                        | 75    | 6     |
| Deportes Antofagasta · Chile                                                                     | 1.ª           | 2015-16       | 25    | 2     | 4                   | 0                   | —                        | —                        | 29    | 2     |
| Deportes Antofagasta · Chile                                                                     | Total club    | Total club    | 25    | 2     | 4                   | 0                   | 0                        | 0                        | 29    | 2     |
| Everton · Chile                                                                                  | 1.ª           | 2016-17       | 20    | 1     | 8                   | 0                   | —                        | —                        | 28    | 1     |
| Everton · Chile                                                                                  | 1.ª           | 2017          | 5     | 0     | 1                   | 0                   | 2                        | 0                        | 8     | 0     |
| Everton · Chile                                                                                  | 1.ª           | 2018          | 5     | 0     | —                   | —                   | —                        | —                        | 5     | 0     |
| Everton · Chile                                                                                  | Total club    | Total club    | 30    | 1     | 9                   | 0                   | 2                        | 0                        | 41    | 1     |
| Unión La Calera · Chile                                                                          | 1.ª           | 2019          | 8     | 1     | 6                   | 0                   | 3                        | 0                        | 17    | 1     |
| Unión La Calera · Chile                                                                          | Total club    | Total club    | 8     | 1     | 6                   | 0                   | 3                        | 0                        | 17    | 1     |
| Deportes La Serena · Chile                                                                       | 2.ª           | 2019          | 1     | 0     | —                   | —                   | —                        | —                        | 1     | 0     |
| Deportes La Serena · Chile                                                                       | 1.ª           | 2020          | 21    | 4     | —                   | —                   | —                        | —                        | 21    | 4     |
| Deportes La Serena · Chile                                                                       | 1.ª           | 2021          | 25    | 6     | —                   | —                   | —                        | —                        | 25    | 6     |
| Deportes La Serena · Chile                                                                       | Total club    | Total club    | 56    | 10    | 0                   | 0                   | 0                        | 0                        | 56    | 10    |
| Deportivo Cali · Colombia                                                                        | 1.ª           | 2022          | 14    | 2     | 2                   | 0                   | —                        | —                        | 16    | 2     |
| Deportivo Cali · Colombia                                                                        | Total club    | Total club    | 14    | 2     | 2                   | 0                   | 0                        | 0                        | 16    | 2     |
| Unión Española · Chile                                                                           | 1.ª           | 2022          | 13    | 0     | 7                   | 0                   | 0                        | 0                        | 20    | 0     |
| Unión Española · Chile                                                                           | 1.ª           | 2023          | 23    | 0     | 1                   | 0                   | —                        | —                        | 24    | 0     |
| Unión Española · Chile                                                                           | 1.ª           | 2024          | 8     | 0     | 5                   | 0                   | —                        | —                        | 13    | 0     |
| Unión Española · Chile                                                                           | Total club    | Total club    | 54    | 0     | 13                  | 0                   | 0                        | 0                        | 57    | 0     |
| Total carrera                                                                                    | Total carrera | Total carrera | 255   | 21    | 53                  | 2                   | 5                        | 0                        | 303   | 23    |
| (1) Incluye datos de Copa Chile y Superliga de Colombia. (2) Incluye datos de Copa Sudamericana. |               |               |       |       |                     |                     |                          |                          |       |       |

## Palmarés

### Títulos nacionales
| Título           | Club                 | País  | Año     |
| ---------------- | -------------------- | ----- | ------- |
| Primera División | Universidad de Chile | Chile | 2011-A  |
| Primera División | Universidad de Chile | Chile | 2011-C  |
| Primera División | Universidad de Chile | Chile | 2012-A  |
| Copa Chile       | Universidad de Chile | Chile | 2012-13 |

### Títulos internacionales
| Título            | Club                 | País  | Año  |
| ----------------- | -------------------- | ----- | ---- |
| Copa Sudamericana | Universidad de Chile | Chile | 2011 |